# Dongfeng Fengshen Yixuan Max

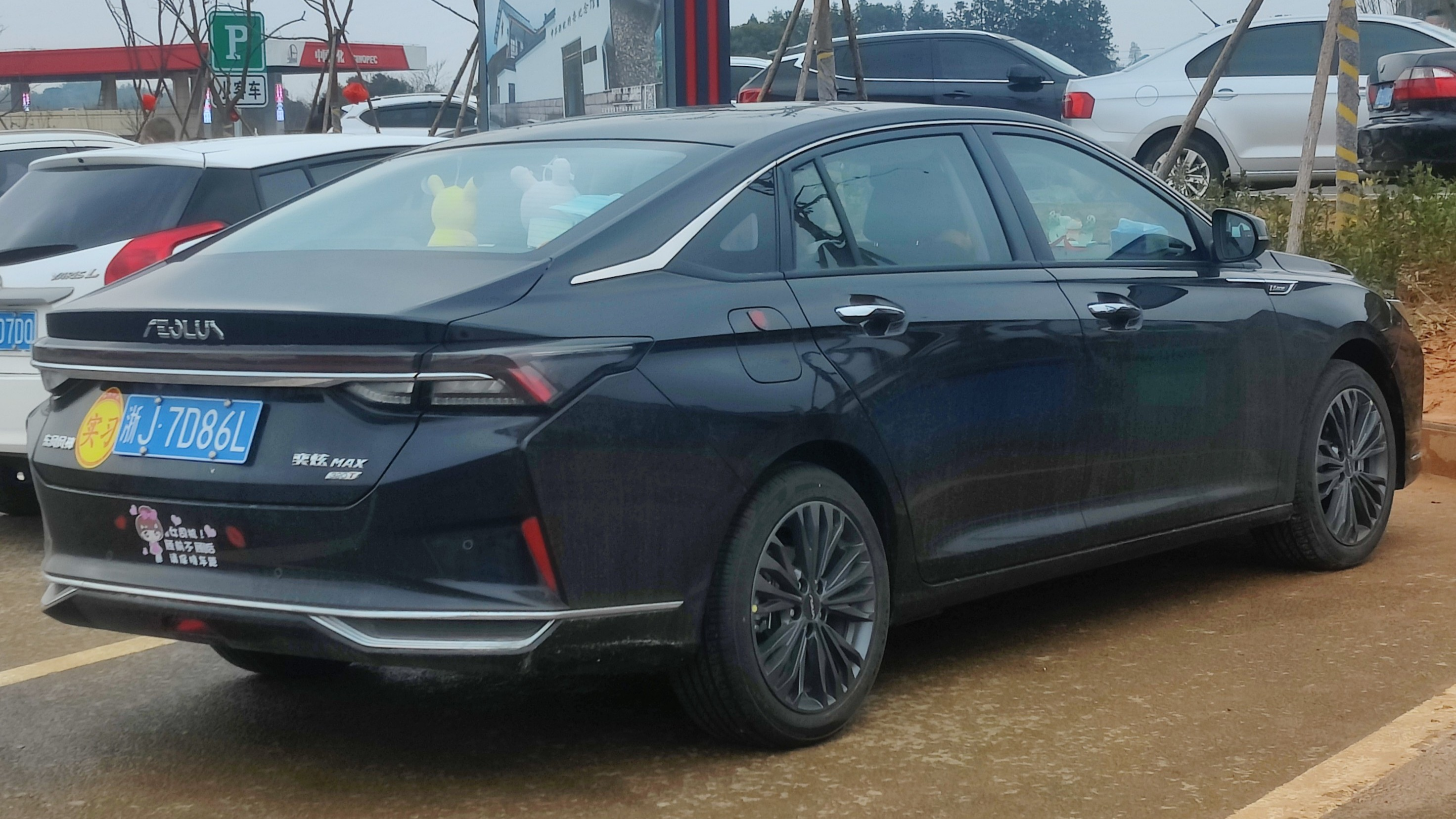
Heckansicht

Der Dongfeng Fengshen Yixuan Max ist eine Mittelklasse-Limousine der zur Dongfeng Motor Corporation gehörenden Submarke Fengshen der Marke Dongfeng. In der Modellpalette ist sie über dem Dongfeng Fengshen Yixuan positioniert.

## Geschichte
Vorgestellt wurde das Fahrzeug im April 2021 im Rahmen der Shanghai Auto Show. Verkauft wird es seit September 2021 auf dem chinesischen Markt. Der russische Markt folgte im Mai 2023.

## Technische Daten
Den Antrieb übernimmt ein aufgeladener 1,5-Liter-Ottomotor mit 140 kW (190 PS) oder 145 kW (197 PS). In diesem kommt ausschließlich ein 7-Stufen-Doppelkupplungsgetriebe von Getrag zum Einsatz. Außerdem ist noch ein Mild-Hybrid mit 130 kW (177 PS), allerdings nur in China, erhältlich.
|                                             | 1.5T                             | 1.5T                             | Mild-Hybrid                   |
| Bauzeitraum                                 | 09/2021–08/2023                  | seit 08/2023                     | seit 09/2021                  |
| Motorkenndaten                              |                                  |                                  |                               |
| Motortyp                                    | Reihen-Vierzylinder-Ottomotor    | Reihen-Vierzylinder-Ottomotor    | Reihen-Vierzylinder-Ottomotor |
| Motoraufladung                              | Turbolader                       | Turbolader                       | Turbolader                    |
| Hubraum                                     | 1476 cm³                         | 1476 cm³                         | 1476 cm³                      |
| max. Leistung bei min−1                     | 140 kW (190 PS) / 5200           | 145 kW (197 PS) / 5200           | 130 kW (177 PS) / 5200        |
| max. Drehmoment bei min−1                   | 300 Nm / 2000–4000               | 300 Nm / 2000–4000               | 300 Nm / 1500–4500            |
| Kraftübertragung                            |                                  |                                  |                               |
| Antrieb, serienmäßig                        | Vorderradantrieb                 | Vorderradantrieb                 | Vorderradantrieb              |
| Getriebe, serienmäßig                       | 7-Stufen-Doppelkupplungsgetriebe | 7-Stufen-Doppelkupplungsgetriebe | Stufenloses Getriebe          |
| Messwerte                                   |                                  |                                  |                               |
| Höchstgeschwindigkeit                       | 210 km/h                         | 210 km/h                         | 160 km/h                      |
| Beschleunigung, 0–100 km/h                  | 7,4 s                            | k. A.                            | k. A.                         |
| Kraftstoffverbrauch auf 100 km (kombiniert) | 6,4 l Super                      | 6,2 l Super                      | 5,2–5,3 l Super               |
| Leergewicht                                 | 1486 kg                          | 1466 kg                          | 1560 kg                       |
| Tankinhalt                                  | 52 l                             | 52 l                             | 52 l                          |
| Abgasnorm                                   | China VIb                        | China VIb                        | China VIb                     |